# Empress
Empress es un pueblo del sur de Alberta (Canadá), adyacente al límite provincial entre Alberta y Saskatchewan. Está a 121 kilómetros al norte de Medicine Hat. El pueblo fue bautizado en 1913 con el nombre de la reina Victoria, que también fue emperatriz de la India. En el pasado era conocido como el "centro del Oeste", ya que conectaba las principales ciudades entre sí mediante el ferrocarril Canadian Pacific.
Está situada en la orilla sur sobre el río Red Deer, a 9 kilómetros al noroeste de la confluencia del río Red Deer y el río South Saskatchewan, a una altura de 650 metros (2.130 ft). Está conectada con Buffalo Trail por las carreteras 899 y 562.

## Demografía
En el censo de población de 2021 realizado por Statistics Canada, el pueblo de Empress registró una población de 148 habitantes que viven en 69 de sus 112 viviendas privadas totales, un cambio de 9,6% con respecto a su población de 2016 de 135. Con una superficie de terreno de 1,58 km² (0,6 mi²), tenía una densidad de población de 93,7/km en 2021.
La población del pueblo de Empress según su censo municipal de 2017 es de 160 habitantes.
En el Censo de Población de 2016 realizado por Statistics Canada, el pueblo de Empress registró una población de 135 habitantes viviendo en 58 de sus 71 viviendas privadas totales, un cambio de -28,2% con respecto a su población de 2011 de 188. Con una superficie de terreno de 1,58 km² (0,6 mi²), tenía una densidad de población de 85,4/km en 2016.

## Clima
Situada en la región esteparia conocida como el Triángulo de Palliser, Emperatriz experimenta un clima semiárido (clasificación climática de Köppen BSk). Los inviernos son largos, fríos y secos, mientras que los veranos son cortos, pero con máximas diurnas medias entre cálidas y calurosas, aunque las mínimas nocturnas son frescas. La primavera y el otoño son bastante cortos, esencialmente períodos de transición entre el invierno y el verano. Los rangos de temperatura diurnos son amplios y regulares, debido a la aridez y a la elevación moderada. La humedad es baja durante todo el año. Las precipitaciones anuales son muy escasas, con una media de 312 mm, y se concentran en gran medida en los meses más cálidos. Por término medio, el mes más frío es enero, con una temperatura media de -12 °C (10 °F), mientras que el más cálido es julio, con una temperatura media de 20 °C (68 °F). El mes más seco es febrero, con una media de 9 milímetros de precipitaciones, mientras que el más lluvioso es junio, con una media de 69 milímetros.
| Parámetros climáticos promedio de Empress, Alberta | Parámetros climáticos promedio de Empress, Alberta | Parámetros climáticos promedio de Empress, Alberta | Parámetros climáticos promedio de Empress, Alberta | Parámetros climáticos promedio de Empress, Alberta | Parámetros climáticos promedio de Empress, Alberta | Parámetros climáticos promedio de Empress, Alberta | Parámetros climáticos promedio de Empress, Alberta | Parámetros climáticos promedio de Empress, Alberta | Parámetros climáticos promedio de Empress, Alberta | Parámetros climáticos promedio de Empress, Alberta | Parámetros climáticos promedio de Empress, Alberta | Parámetros climáticos promedio de Empress, Alberta | Parámetros climáticos promedio de Empress, Alberta |
| Mes                                                | Ene.                                               | Feb.                                               | Mar.                                               | Abr.                                               | May.                                               | Jun.                                               | Jul.                                               | Ago.                                               | Sep.                                               | Oct.                                               | Nov.                                               | Dic.                                               | Anual                                              |
| -------------------------------------------------- | -------------------------------------------------- | -------------------------------------------------- | -------------------------------------------------- | -------------------------------------------------- | -------------------------------------------------- | -------------------------------------------------- | -------------------------------------------------- | -------------------------------------------------- | -------------------------------------------------- | -------------------------------------------------- | -------------------------------------------------- | -------------------------------------------------- | -------------------------------------------------- |
| Temp. máx. abs. (°C)                               | 12.0                                               | 17.0                                               | 28.0                                               | 32.0                                               | 36.0                                               | 41.1                                               | 42.2                                               | 41.7                                               | 38.3                                               | 31.7                                               | 23.0                                               | 15.0                                               | 42.2                                               |
| Temp. máx. media (°C)                              | -6.5                                               | -2.6                                               | 4.8                                                | 13.9                                               | 19.7                                               | 23.8                                               | 27.4                                               | 27.0                                               | 20.4                                               | 12.9                                               | 1.7                                                | -4.7                                               | 11.5                                               |
| Temp. media (°C)                                   | -12.0                                              | -8.3                                               | -1.2                                               | 6.6                                                | 12.5                                               | 16.9                                               | 19.8                                               | 19.1                                               | 12.8                                               | 5.8                                                | -3.8                                               | -10.1                                              | 4.8                                                |
| Temp. mín. media (°C)                              | -17.5                                              | -14.1                                              | -7.2                                               | -0.7                                               | 5.2                                                | 9.9                                                | 12.1                                               | 11.1                                               | 5.2                                                | -1.2                                               | -9.3                                               | -15.4                                              | -1.8                                               |
| Temp. mín. abs. (°C)                               | -47.8                                              | -45.6                                              | -40.0                                              | -28.9                                              | -14.4                                              | -4.4                                               | 0.0                                                | 0.0                                                | -10.0                                              | -26.0                                              | -36.5                                              | -45.0                                              | -47.8                                              |
| Precipitación total (mm)                           | 14.2                                               | 8.6                                                | 12.7                                               | 18.7                                               | 38.8                                               | 68.9                                               | 50.3                                               | 33.9                                               | 28.5                                               | 11.5                                               | 10.8                                               | 14.8                                               | 311.6                                              |
| Lluvias (mm)                                       | 0.2                                                | 0.3                                                | 2.1                                                | 13.8                                               | 38.2                                               | 68.9                                               | 50.3                                               | 33.9                                               | 28.1                                               | 7.5                                                | 1.0                                                | 0.4                                                | 244.5                                              |
| Nevadas (cm)                                       | 13.9                                               | 8.3                                                | 10.6                                               | 4.9                                                | 0.7                                                | 0.0                                                | 0.0                                                | 0.0                                                | 0.5                                                | 4.1                                                | 9.8                                                | 14.8                                               | 67.1                                               |
| Fuente: Environment Canada                         |                                                    |                                                    |                                                    |                                                    |                                                    |                                                    |                                                    |                                                    |                                                    |                                                    |                                                    |                                                    |                                                    |